# Chiesa dei Santi Quirico e Giulitta (Trofarello)
La chiesa dei Santi Quirico e Giulitta è la parrocchiale di Trofarello, in città metropolitana e arcidiocesi di Torino; fa parte del distretto pastorale Torino Sud-Est

## Storia
L'originaria cappella trofarellese sorse nella seconda metà del Cinquecento.
Alla fine del XIX secolo questo edificio risultava fatiscente e, così, venne interdetto al culto, per poi essere demolito nel 1906.
Nel 1907 venne posta la prima pietra della nuova parrocchiale; la struttura, realizzata in stile neogotico dalla ditta dei fratelli Torchio, fu portata a compimento nel 1910.
Il campanile fu eretto nel 1922 da Giuseppe Gallo e tra il 1927 e il 1930 suo figlio Bartolomeo si occupò della realizzazione degli altari laterali.
Negli anni settanta si provvide ad adattare la chiesa alle norme postconciliari.

## Descrizione

### Esterno
La simmetrica facciata a salienti della chiesa, rivolta a sud e rivestita in laterizio, è affiancata sulla sinistra dalla canonica, che costeggia il lato sinistro del sagrato, raggiungibile attraverso una scalinata; il prospetto del luogo di culto è suddiviso da due alte paraste, decorate con esili colonnine e coronate da guglie, in tre corpi, di cui quello centrale aggettante rispetto a quelli laterali. Nel mezzo è collocato l'ampio portale d'ingresso, delimitato da due lesene in pietra artificiale e coronato da una lunetta ad arco ogivale, posta all'interno di un frontone trapezoidale affiancato da colonnine binate e pinnacoli; più in alto si apre, all'interno di una loggia a cinque piccoli archi polilobati a sesto acuto su colonnine in pietra, un grande rosone con cornice a raggi, circondato da quattro medaglioni; in sommità, si trovano, affiancate tra loro, cinque bifore, mentre a coronamento corre lungo gli spioventi del tetto un motivo ad archetti pensili. Ai lati, in corrispondenza delle navatelle, si aprono due alte monofore a sesto acuto, sormontate da logge ad archi ogivali.
I fianchi, suddivisi da paraste, sono illuminati da una serie di esili monofore, mentre gli avancorpi del transetto, decorati con esili colonnine, presentano in sommità logge di tre bifore affiancate, al cui interno si aprono dei rosoni. Sul fondo del lato destro, accanto all'abside poligonale scandita da paraste, si erge su tre ordini, separati tra loro da cornici marcapiano ornate con archetti pensili, l'alto campanile, caratterizzato dalla presenza di quattro grandi orologi sotto la cella campanaria, che si affaccia sulle quattro fronti attraverso trifore ad archi ogivali; in sommità, tra quattro pinnacoli si eleva una lanterna a pianta ottagonale, coronata da una piccola cupola.

### Interno
L'interno dell'edificio, sviluppato su un impianto a croce latina, si compone di tre navate, coperte da volte a crociera costolonate affrescate con un cielo stellato e separate tra loro da archi ogivali, retti da massicci pilastri a fascio dipinti a fasce orizzontali.
Il presbiterio, lievemente rialzato, è preceduto da un arco trionfale a sesto acuto; l'ambiente, anch'esso coperto da una volta a crociera con costoloni, accoglie nel mezzo l'antico altare maggiore in marmo a mensa, ivi spostato nei primi anni settanta, oltre allo storico fonte battesimale, realizzato da Giovanni Baptista De Rolandis per la chiesa preesistente; sul fondo l'abside poligonale, coronata dal catino a spicchi, ospita il coro ligneo.